# S/S Paul Wahl
För industrimannen Paul Wahl, se Paul Wahl
S/S Paul Wahl är ett finländskt ångdrivet passagerarfartyg.
S/S Paul Wahl byggdes 1919 på A. Ahlströms mekaniska verkstad, tidigare Paul Wahl & Co:s maskinverkstad. i Varkaus. Hon har sedan dess trafikerat Saimen.